# Prasinocyma discata
Prasinocyma discata är en fjärilsart som beskrevs av W. Warren 1906. Prasinocyma discata ingår i släktet Prasinocyma och familjen mätare. Inga underarter finns listade i Catalogue of Life.